# Lac Ziba-Ziba
Le lac Ziba-Ziba est un lac de la République démocratique du Congo situé dans le territoire de Kabongo, district du Haut-Lomami, en province du Katanga au sud-est de Kabongo.